# Цимдиня, Аусма
А́усма Ци́мдиня (латыш. Ausma Cimdiņa, урождённая Неделя, латыш. Nedēļa; род. 30 сентября 1950, Паупи, Цесисский район, ныне Яунпиебалгская волость) — латвийский литературовед и литературный критик. Жена гидробиолога и эколога Петериса Цимдиньша.
Окончила филологический факультет Латвийского университета (1974). С 1975 г. работала в университете, с 1985 г. преподаёт там, с 2003 г. профессор. С 1998 г. руководитель центра латвийских феминистских исследований Feministica Lettica, в 2004—2006 гг. заведующая отделением балтийской филологии и главный редактор серии «Литературоведение, искусствоведение и фольклористика» Трудов Латвийского университета. В 2005—2007 гг. член Сената Латвийского университета, в 2007—2010 гг. декан филологического факультета. Преподавала также в Центрально-Европейском университете в Будапеште (1992—1999).
Автор монографий о литературном процессе и проблемах рецепции литературы «Текст и присутствие» (латыш. Teksts un klātbūtne; 2000) и «Жизнь в тексте» (латыш. Dzīve tekstā; 2006). Для Латвийского университета подготовила учебные пособия «Введение в литературу народов СССР» (латыш. PSRS tautu literatūra. Ievadjautājums; 1990), «Зарождение эссеистики в латышской литературе» (латыш. Esejas sākotne latviešu literatūrā; 1997), «Введение в современную латышскую литературу» (англ. Introduction to modern Latvian literature; 2001).
Составитель сборников по итогам научных конференций «Латвийские и латышские идентичности» (латыш. Latvijas un latviešu identitātes; 2006), «Новейшая латышская литература» (латыш. Jaunākā latviešu literatūra; 2007), научных сборников «Феминизм и латвийская литература» (англ. Feminism and Latvian Literature; 1998), «Религиозные и политические перемены в Европе: прошлое и настоящее» (англ. Religion and Political Change in Europe: Past and Present; 2003), «Власть и культура: гегемония, взаимодействие, инакомыслие» (англ. Power and Culture: hegemony, interaction, and dissent; 2006) и «Власть и культура: идентичность, идеология и репрезентация» (англ. Power and Culture: Identity, Ideology, Representation; 2007) — два последних вместе с Джонатаном Осмондом.
Дебютировала как литературный критик в 1987 г., автор многочисленных статей и рецензий. Составила собрание сочинений Аспазии в двух томах, автор предисловия и комментариев к собранию сочинений Зенты Маурини в двух томах. Составитель энциклопедии «Сто латвийских женщин в культуре и политике» (англ. 100 Latvijas sievietes kultūrā un politikā; 2008). В 2001 году опубликовала биографию президента Латвии Вайры Вике-Фрейберги «Именем свободы» (латыш. Brīvības vārdā), переведённую затем на русский, английский и испанский языки.
Член-корреспондент (2004), действительный член (2017) Латвийской академии наук. Орден Трёх звёзд IV класса (2011).